# درب تشينايي (تشيلو)
درب تشينايي (بالفارسية: دره چینایی) هي منطقة سكنية تقع في إيران في قسم تشيلو الريفي. يقدر عدد سكانها بـ 0 نسمة بحسب إحصاء 2016.